# 普法尔茨地区兰道附近伊尔伯斯海姆
普法尔茨地区兰道附近伊尔伯斯海姆是德国莱茵兰-普法尔茨州的一个市镇。总面积6.07平方公里，总人口1258人，其中男性639人，女性619人（2011年12月31日），人口密度207人/平方公里。